# IC 3686
IC 3686 је спирална галаксија у сазвјежђу Дјевица која се налази на листи објеката дубоког неба у Индекс каталогу.
Деклинација објекта је + 10° 33' 54" а ректасцензија 12h 42m 36,0s. Привидна величина (магнитуда) објекта IC 3686 износи 14,3 а фотографска магнитуда 15,0. IC 3686 је још познат и под ознакама MCG 2-32-186, CGCG 71-1, CGCG 70-227, VCC 1927, PGC 42698.